# حسن جعفر نور الدين
حسن جعفر نور الدين (1945 -)، شاعر وأديب، وباحث وأستاذ جامعي لبناني، له العديد من المؤلفات في الشعر والأدب والنقد والتاريخ.

## سيرة
ولد حسن جعفر نور الدين في العام 1945 في بلدة عربصاليم العاملية (جنوب لبنان)، تلقى علومه الأولى في مسقط رأسه، كذلك في بلدة حبوش المجاورة وفيها نشأ. تابع دراسته الجامعية ونال الماجستير عن أطروحة حول (المطارحات الشعرية في جبل عامل)، كما نال شهادة الدكتوراه في الأدب العربي من الجامعة اللبنانية عن بحثه حول الصعلكة والصعاليك منذ العصر الجاهلي وحتى العصر الحديث.

## نشاطه
عمل نور الدين مدرّسا لمادة الأدب العربي، كما تولى مناصب إدارية في العديد من الثانويات الرسمية والخاصة في الجنوب، بالإضافة إلى كونه أستاذا محاضرا في الجامعة اللبنانية. 
كتب في العديد من المجلات الأدبية والعلمية مثل: مجلة العربي، ومجلة الكويت، وغيرهما.
هو عضو اتحاد الكتّاب اللبنانيين والعرب، وله العديد من النشاطات والندوات الثقافية والأدبية.

## مؤلفاته
لنور الدين ما يربو على ثلاثين مؤلفا ومنها:

### في الأدب والنثر
- موسوعة الشعراء الصعاليك[9]
- موسوعة أمراء الشعر العربي من العصر الجاهلي إلى العصر العباسي
- المطارحات الشعرية في جبل عامل
- لبيد بن ربيعة العامري - حياته وشعره[10]
- الشريف الرضي حياته وشعره[11][12]
- ديك الجن الحمصي عبد السلام بن رغبان: عصره وحياته وفنونه الشعرية[13]
- طرفة بن العبد: سيرته وشعره[14]
- ابن خفاجة - شاعر شرق الأندلس[15]
- شعر التمرد في الأعصر العباسية[16]
- عاشوراء في الأدب العاملي المعاصر

### في اللغة والنحو والصرف
- الأسماء العربية - معانيها ومدلولاتها
- المرشد في التحليل والإنشاء والإملاء والبلاغة والعروض
- المرشد إلى النحو والصرف
- المرشد إلى الإعراب
- المرشد إلى التعبير والإنشاء
- المعاجم والموسوعات بين الماضي والحاضر[17]
- الإملاء قوانينه وقواعده في اللغة العربية

### في الشعر
- تقاسيم على بوابة فاطمة (شعر)
- أوراق الظمأ (شعر)
- ألحان الغدير (شعر)
- شمس القرى (شعر)
- مقاطع إلى وجه الشرق (شعر)
- وردة قانا (شعر)
- حصار الذاكرة (شعر)
- نافذة الياسمين (شعر)
- مروحة الزمرد (شعر)
- إلى جهة في السماء (شعر)
- قناديل كربلاء (شعر)[18]
- قواف لفضاء أرحب [19]

### القصص والخواطر
- وشوشات قلم
- أقاصيص جحا
- مسيرة أرنون
- مرايا الذاكرة

## ما كُتب عنه
أعدّ عباس زيناتي دراسة تمحورت حول شعر «الشاعر الدكتور حسن جعفر نور الدين» وقد سلط الضوء على نتاج الشاعر في دواوينه الصادرة وقصائده المنشورة حيث نال شهادة في الدراسات العليا في اللغة العربية وآدابها من الجامعة اللبنانية.

## وصلات خارجية
- مقال: أثير اللغة العربية في لغات العالم _ د. حسن جعفر نور الدين
- كتاب موسوعة الشعراء الصعاليك
- كتاب عاشوراء في الأدب العاملي المعاصر